# Saint-Hilaire-Cottes
Saint-Hilaire-Cottes település Franciaországban, Pas-de-Calais megyében. Lakosainak száma 823 fő (2022. január 1.). Saint-Hilaire-Cottes Norrent-Fontes, Auchy-au-Bois, Bourecq, Lespesses, Lières és Rely községekkel határos.

## Népesség
A település népessége az elmúlt években az alábbi módon változott:
| Lakosok száma | 812  | 810  | 819  | 807  | 806  | 810  | 817  | 817  | 823  |
|               | 2013 | 2015 | 2016 | 2017 | 2018 | 2019 | 2020 | 2021 | 2022 |